# Љубинка Јовановић
Љубинка Јовановић Михаиловић (Београд, 6. октобар 1922 — Париз, 3. август 2015) била је српска сликарка. 

## Биографија
Љубинка Јовановић је студирала сликарство на Академији ликовних уметности у Београду у класи проф. Ивана Табаковића. Са будућим супругом Милорадом Батом Михаиловићем и друговима из класе Мићом Поповићем, Петром Омчикусом, Косаром Бокшан и Вером Божичковић напустила је студије 1947. године и отишла и Задар где су формирали уметничку комуну Задарска група. Била је и члан групе 'Једанаесторица'. Излаже од 1951. године. Имала је бројне самосталне и колективне изложбе и земљи и иностранству. Са Батом Михаиловићем настањује се у Паризу 1952. године. Њен брат је био архитекта Мирослав Мирко Јовановић.

## Стваралаштво
Попут свих припадника послератне генерације српских сликара и Љубинка Јовановић је прошла кроз неколико фаза, које су, међутим, у односу на друге ипак биле мање драматичне у стилским променама. У основи, она се увек ослањала на снагу боје у слици те је мање поклањала пажњу форми. Облик је у њеним сликама, после неоапстрактног периода, већ крајем шездесетих година прошлог века попримио значење знака који има блиско и директно порекло у аскетизму форми српског средњовековног фреско-сликарства и иконописа. По таквој пластичкој призорности она је изградила једно од ауторски најпрепознатљивијих опуса у нашој савременој уметности друге половине 20. столећа.

## Самосталне изложбе (избор)
- 1952. Галерија УЛУС-а, Београд
- 1953. Galerie Marseille, Paris
- 1964. Galerie Ariel, Paris
- 1965. Galerie Peintres du Monde, Paris, Long Island University, New York
- 1967. Салон музеја савремене уметности, Београд
- 1976. Градска галерија, Руан
- 1977. Galerie Aritza, Bilbao
- 1977. Galerie Toroves, Santiago, Galerie Rive gauche, Paris
- 1980. Arcus, Paris
- 1981. Модерна Галерија, Будва
- 1990. Уметнички павиљон „Цвијета Зузорић“, Београд (ретроспективна изложба)
- 1992. Савремена галерија Центра за културу, Панчево
- 1995. Галерија Надежда Петровић, Чачак
- 1996. Галерија „Никола I“, Центар за културу, Никшић
- 1998. Галерија Хаос, Београд
- 2000. Галерија Рајка Мамузића, Нови Сад
- 2002. Галерија Центра за културу, Деспотовац
- 2003. Модерна галерија, Будва
- 2006. Галерија РТС, Београд
- 2010. Културни центар Србије, Париз (ретроспективна изложба)